# Relations entre l'Afghanistan et le Bangladesh
Les relations entre l'Afghanistan et le Bangladesh sont les relations bilatérales de la république islamique d'Afghanistan et de la république populaire du Bangladesh.

## Histoire
Pendant la guerre de libération du Bangladesh, le Royaume d'Afghanistan a fourni un passage sûr et essentiel aux civils bengalis basés au Pakistan occidental. Le Parti démocratique populaire d'Afghanistan a appelé à la reconnaissance rapide du nouvel État.
En 2010, l'ancien envoyé spécial des États-Unis en Afghanistan et au Pakistan, Richard Holbrooke, a demandé au Bangladesh d'envoyer des troupes de combat en Afghanistan. Quelques jours plus tard, le groupe de renseignement SITE (Search for International Terrorist Entities Institute) a publié un rapport intitulé « Les talibans afghans réagissent à la demande américaine de troupes du Bangladesh » dans lequel les talibans demandent le rejet de la demande américaine. Deux jours plus tard, une conférence de presse de l'ambassade américaine à Dacca a réaffirmé la demande en disant : « Les États-Unis ont intensifié leur discussion sur l'engagement du Bangladesh en Afghanistan pour la paix et la stabilité mondiales ». Cependant, il y a eu un consensus général parmi les politiciens des différents partis politiques ainsi que les membres de la société civile sur le fait que le Bangladesh ne devrait pas envoyer ses troupes en Afghanistan sans le mandat des Nations unies. Plus tard, le gouvernement du Bangladesh a déclaré qu'il n'enverrait pas de troupes en Afghanistan mais a offert son aide pour la réhabilitation et la reconstruction de ce pays ravagé par la guerre.

## Coopération dans la reconstruction de l'Afghanistan
Le Bangladesh a participé activement au processus de reconstruction de l'Afghanistan, qui a également été salué par le président afghan Hamid Karzai. Le Bangladesh a également proposé de former des fonctionnaires, du personnel de police et des diplomates afghans et de créer une main-d'œuvre qualifiée. Le Bangladesh est également intéressé par une formation technique et professionnelle dans les domaines de la banque, de la gestion des catastrophes, de l'éducation primaire et de masse, des soins de santé, de l'agriculture , etc.. Environ 170 organisations bangladaises à but non lucratif travaillent en Afghanistan.
L'Afghanistan a demandé l'aide du Bangladesh pour améliorer son système éducatif. En 2009, une délégation de douze membres d'universités afghanes s'est rendue à Dacca pour acquérir de l'expérience sur le système d'enseignement supérieur. En 2011, 35 étudiants afghans étudiaient dans des universités bangladaises. L'Afghanistan a une ambassade à Dacca alors que le Bangladesh n'a pas d'ambassade à Kaboul.

## Relations économiques
Le jute du Bangladesh, la céramique et les produits pharmaceutiques ont une bonne demande sur le marché afghan. L'Afghanistan a exprimé son intérêt à recruter de la main-d'œuvre du Bangladesh pour ses efforts de reconstruction. Afin de développer le commerce bilatéral, l'Afghanistan a proposé de créer un lien commercial direct avec le Bangladesh.